# Universitäten und Hochschulen in Tschechien
Die Tschechische Republik verfügt zurzeit über 74 Hochschulen. Davon sind 26 öffentliche Hochschulen in staatlicher Trägerschaft, zwei staatliche Hochschulen und 46 private Hochschulen. 24 öffentliche Hochschulen, beide staatliche und zwei der privaten Hochschulen hatten 2008 den Rang einer Universität.
Das Studienangebot hat sich seit 1990 enorm erweitert: Gab es damals 173 Studiengänge, sind es jetzt ca. 2.237.

## Hochschulen

### Öffentliche Hochschulen
| Hochschule                                         | Abk.    | Gründung | Promotionsrecht | Studentenzahl 2008 |
| -------------------------------------------------- | ------- | -------- | --------------- | ------------------ |
| Karls-Universität Prag                             | UK      | 1348     | ja              | 48.054             |
| Palacký-Universität Olmütz                         | UP      | 1573     | ja              | 20.250             |
| Technische Universität Ostrava                     | VŠB     | 1849     | ja              | 22.308             |
| Tschechische Technische Universität Prag           | ČVUT    | 1863     | ja              | 20.806             |
| Technische Universität Brünn                       | VUT     | 1899     | ja              | 21.176             |
| Tschechische Agraruniversität Prag                 | ČZU     | 1906     | ja              | 18.712             |
| Mendel-Universität Brünn                           | MENDELU | 1919     | ja              | 10.352             |
| Veterinärmedizinische Universität Brünn            | VETUNI  | 1917     | ja              | 2.816              |
| Masaryk-Universität Brünn                          | MU      | 1919     | ja              | 36.252             |
| Universität für Chemie und Technologie in Prag     | VŠCHT   | 1920     | ja              | 3.817              |
| Akademie der Bildenden Künste Prag                 | AVU     | 1926     | ja              | 317                |
| Akademie der musischen Künste in Prag              | AMU     | 1945     | ja              | 1 332              |
| Akademie für Kunst, Architektur und Design Prag    | UMPRUM  | 1946     | ja              | 476                |
| Janáček-Akademie für musische Künste Brünn         | JAMU    | 1947     | ja              | 652                |
| Wirtschaftsuniversität Prag                        | VŠE     | 1949     | ja              | 18.397             |
| Universität Pardubice                              | UPCE    | 1950     | ja              | 9.424              |
| Technische Universität Liberec                     | TUL     | 1953     | ja              | 9.415              |
| Schlesische Universität Opava                      | SU      | 1991     | ja              | 7.750              |
| Südböhmische Universität in Budweis                | JU      | 1991     | ja              | 11.728             |
| Westböhmische Universität in Pilsen                | ZČU     | 1991     | ja              | 17.990             |
| Jan-Evangelista-Purkyně-Universität Ústí nad Labem | UJEP    | 1991     | ja              | 9.584              |
| Universität Ostrava                                | OU      | 1991     | ja              | 9.143              |
| Universität Hradec Králové                         | UHK     | 2000     | ja              | 8.291              |
| Tomáš-Baťa-Universität in Zlín                     | UTB     | 2000     | ja              | 12.205             |
| Polytechnische Hochschule Jihlava                  | VŠPJ    | 2004     | nein            | 2.205              |
| Technische und Ökonomische Hochschule in Budweis   | VŠTE    | 2006     | nein            | 529                |

### Staatliche Hochschulen
Staatliche Hochschulen sind Hochschulen der Streitkräfte und der Polizei.
| Hochschule                                 | Abk.  | Gründung | Promotionsrecht | Studentenzahl |
| ------------------------------------------ | ----- | -------- | --------------- | ------------- |
| Polizeiakademie der Tschechischen Republik | POLAC | 1993     | ja              | ca. 2267      |
| Universität für Verteidigung               | UNOB  | 2004     | ja              | 1501          |

### Private Hochschulen
In Tschechien entstanden seit etwa 1999 46 private Hochschulen. An den privaten Hochschulen studierten im Jahr 2008 50.659 Studenten, was 13,5 % der Gesamtzahl bildete. Im Studienangebot überwiegen wirtschaftlich orientierte Studiengänge (2008: 48,53 %). 2008 wurden keine Studiengänge im Naturwissenschafts- oder Land-, Forst- und Veterinärbereich angeboten. Das Studienangebot und die Studentenzahlen sind bis auf Ausnahmen deutlich kleiner als an den öffentlichen Hochschulen. Das private Hochschulwesen gilt in Tschechien allgemein als noch nicht konsolidiert. Es gibt unter den privaten Hochschulen auch wesentliche Unterschiede in der Bildungsqualität.
Auswahl privater Hochschulen (Schulen mit Promotionsrecht mit tschechischer Akkreditierung):
| Hochschule                             | Gründung | Promotionsrecht¹ | Studentenzahl 2008 |
| -------------------------------------- | -------- | ---------------- | ------------------ |
| Univerzita Jana Amose Komenského Praha | 2001     | ja               | 8.404              |
| Metropoluniversität Prag               | 2001     | ja               | 4.345              |
| Vysoká škola finanční a správní Praha  | 1999     | ja               | 5.272              |

¹ in Tschechien akkreditiertes Doktorstudium

## Studium
Das akademische Studienjahr dauert vom 1. September bis zum 31. August und ist in Winter- und Sommersemester unterteilt. Die Semester gliedern sich in Vorlesungszeit (ca. 13 Wochen), Prüfungszeit (ca. 6 Wochen) und Ferien. Jede Hochschule beschließt eigene Prüfungs- und Vorlesungszeiten in Abstimmung mit der jeweiligen Fakultät. Es gilt landesweit das dreistufige System nach der Bologna-Klassifikation: Bachelor-Studium (3 – 4 Jahre), Master-Studium (weiterführend meist 2 Jahre; in wenigen Studienrichtungen auch als grundständiges Studium 5 – 6 Jahre) und Doktor-Studium (mind. 3 Jahre). Mittlerweile wurde an den meisten Hochschulen das European Credit Transfer System (ECTS) eingeführt.